# فرودگاه شهری فرمونت
فرودگاه شهری فرمونت (به انگلیسی: Fairmont Municipal Airport) که فرودگاه فرنکمن (به انگلیسی: Frankman Field) هم نامیده می‌شود. یک فرودگاه عمومی است که در ۴ کیلومتری جنوب غربی مرکز تجاری فرمونت در شهرستان ماریون، ایالت ویرجینیای غربی در ایالات متحده آمریکا قرار دارد. این فرودگاه از سال ۲۰۱۱ تا ۲۰۱۵ در برنامهٔ ملی سیستم‌های فرودگاهی یکپارچه است و طبق این برنامه در دسته امکانات هوانوردی عمومی طبق بندی می‌شود.

## امکانات
فرودگاه شهری فرمونت ۸ هکتار وسعت دارد و ارتفاع آن از سطح میانگین دریا ۳۱۴ متر است و دارای یک باند آسفالته است که ۲۳–۵ نامیده می‌شود و عرض آن ۲۳ متر و طول آن ۹۷۴ متر است.